# Piaski (Kielce)
Pour les articles homonymes, voir Piaski.
Piaski est une localité polonaise de la gmina de Mniów, située dans le powiat de Kielce en voïvodie de Sainte-Croix.